# Zvezda
Zvezda (russisk: Звезда) er en russisk spillefilm fra 2002 af Nikolaj Igorevitj Lebedev.

## Medvirkende
- Igor Petrenko som Travkin
- Artjom Semakin som Vorobjov
- Aleksej Panin som Mamotjkin
- Aleksej Kravtjenko som Anikanov
- Anatolij Gusjjin som Bykov